# Nogent-le-Rotrou
Nogent-le-Rotrou é uma comuna francesa na região administrativa do Centro, no departamento Eure-et-Loir. Estende-se por uma área de 23,51 km². Em 2010 a comuna tinha 10 061 habitantes (densidade: 427,9 hab./km²).